# Pseudocleobis mustersi
Espèce
Pseudocleobis mustersi est une espèce de solifuges de la famille des Ammotrechidae.

## Distribution
Cette espèce est endémique de la province de Santa Cruz en Argentine. Elle se rencontre vers Comandante Luis Piedrabuena.

## Publication originale
- Maury, 1980 : Dos nuevos Pseudocleobis de la Patagonia (Arachnida, Solifugae, Ammotrechidae). Physis, Section C, vol. 39, no 96, p. 41-43.